# 可渡河
可渡河，位于中国云南省东北部和贵州省西部，是北盘江上游左岸支流，发源于云南省宣威市白马梁子，北流至火米古右纳龙潭河后成为滇黔界河，东北流至贵州省金钟镇垮都村后折向东南，经木通河大桥后改称“尼珠河”（当地也称“泥猪河”），至水城县都格乡西北汇入北盘江。河长154.6千米，总落差1247.6米，其中云贵界河长139千米，河道平均比降8.1‰，流域面积3088平方千米，其中贵州境内1330平方千米，云南境内1758平方千米。